# Ґрабениці-Великі
Ґрабениці-Великі (пол. Grabienice Wielkie) — село в Польщі, у гміні Стшеґово Млавського повіту Мазовецького воєводства.
У 1975-1998 роках село належало до Цехановського воєводства.